# Magnolia fraseri
Magnolia fraseri este o specie de plante din genul Magnolia, familia Magnoliaceae, descrisă de Thomas Walter.

## Subspecii
Această specie cuprinde următoarele subspecii:
- M. f. fraseri
- M. f. pyramidata